# Огаста (Арканзас)
Огаста (англ. Augusta) — місто (англ. city) в США, в окрузі Вудрафф штату Арканзас. Населення — 1998 осіб (2020).

## Географія
Огаста розташована на висоті 66 метрів над рівнем моря за координатами 35°17′8″ пн. ш. 91°21′42″ зх. д. / 35.28556° пн. ш. 91.36167° зх. д. (35.285505, -91.361582).  За даними Бюро перепису населення США в 2010 році місто мало площу 5,08 км², уся площа — суходіл.

### Клімат
| Клімат : Огаста              | Клімат : Огаста | Клімат : Огаста | Клімат : Огаста | Клімат : Огаста | Клімат : Огаста | Клімат : Огаста | Клімат : Огаста | Клімат : Огаста | Клімат : Огаста | Клімат : Огаста | Клімат : Огаста | Клімат : Огаста | Клімат : Огаста |
| Показник                     | Січ.            | Лют.            | Бер.            | Квіт.           | Трав.           | Черв.           | Лип.            | Серп.           | Вер.            | Жовт.           | Лист.           | Груд.           | Рік             |
| Абсолютний максимум, °C      | 30,6            | 29,4            | 32,2            | 36,1            | 37,2            | 42,8            | 44,4            | 44,4            | 42,8            | 36,7            | 30,6            | 27,2            | 44,4            |
| Середній максимум, °C        | 9,4             | 12,2            | 17,2            | 22,8            | 27,2            | 31,7            | 33,9            | 33,3            | 29,4            | 23,3            | 16,7            | 10,6            | 22,4            |
| Середній мінімум, °C         | −2,8            | −0,6            | 3,9             | 8,9             | 14,4            | 19,4            | 21,1            | 20,6            | 15,6            | 8,9             | 3,9             | −1,1            | 9,4             |
| Абсолютний мінімум, °C       | −23,9           | −23,3           | −12,8           | −4,4            | 2,2             | 6,7             | 11,1            | 8,9             | 1,1             | −4,4            | −11,7           | −20             | −23,9           |
| Норма опадів, мм             | 91              | 97              | 122             | 127             | 140             | 74              | 94              | 69              | 86              | 119             | 132             | 127             | 1278            |
| ---------------------------- | --------------- | --------------- | --------------- | --------------- | --------------- | --------------- | --------------- | --------------- | --------------- | --------------- | --------------- | --------------- | --------------- |
| Джерело: The Weather Channel |                 |                 |                 |                 |                 |                 |                 |                 |                 |                 |                 |                 |                 |

## Демографія
Згідно з переписом 2010 року, у місті мешкало 2199 осіб у 976 домогосподарствах у складі 610 родин. Густота населення становила 433 особи/км².  Було 1105 помешкань (218/км²). 
Расовий склад населення:
| - 50,2 % — білих - 46,7 % — чорних або афроамериканців - 0,3 % — корінних американців - 0,1 % — вихідців з тихоокеанських островів - 0,1 % — азіатів - 1,1 % — осіб інших рас |

До двох чи більше рас належало 1,5 %. Іспаномовні складали 1,6 % від усіх жителів.
За віковим діапазоном населення розподілялося таким чином: 23,6 % — особи молодші 18 років, 60,7 % — особи у віці 18—64 років, 15,7 % — особи у віці 65 років та старші. Медіана віку мешканця становила 42,4 року. На 100 осіб жіночої статі у місті припадало 90,6 чоловіків;  на 100 жінок у віці від 18 років та старших — 88,9 чоловіків також старших 18 років.
Середній дохід на одне домашнє господарство  становив 41 473 долари США (медіана — 28 495), а середній дохід на одну сім'ю — 52 018 доларів (медіана — 37 143). Медіана доходів становила 32 639 доларів для чоловіків та 27 893 долари для жінок. За межею бідності перебувало 31,4 % осіб, у тому числі 36,6 % дітей у віці до 18 років та 17,0 % осіб у віці 65 років та старших.
Цивільне працевлаштоване населення становило 749 осіб. Основні галузі зайнятості: освіта, охорона здоров'я та соціальна допомога — 24,2 %, виробництво — 18,0 %, роздрібна торгівля — 14,2 %.
За даними перепису населення 2000 року в Огасті проживало 2693 особи, 741 сім'я, налічувалося 1070 домашніх господарств і 1164 житлових будинки. Середня густота населення становила близько 8023 особи на один квадратний кілометр. Расовий склад Огасти за даними перепису розподілився таким чином: 51,18 % білих, 47,99 % — чорних або афроамериканців, 0,11 % — корінних американців, 0,64 % — представників змішаних рас, 0,08 % — інших народів. іспаномовні склали 0,38 % від усіх жителів міста.
З 1070 домашніх господарств в 32,3 % — виховували дітей віком до 18 років, 42,2 % представляли собою подружні пари, які спільно проживали, в 22,8 % сімей жінки проживали без чоловіків, 30,7 % не мали сімей. 28,1 % від загального числа сімей на момент перепису жили самостійно, при цьому 13,3 % склали самотні літні люди у віці 65 років та старше. Середній розмір домашнього господарства склав 2,46 особи, а середній розмір родини — 3,00 особи.
Населення міста за віковим діапазоном за даними перепису 2000 року розподілилося таким чином: 28,3 % — жителі молодше 18 років, 9,2 % — між 18 і 24 роками, 24,8 % — від 25 до 44 років, 23,2 % — від 45 до 64 років і 14,5 % — у віці 65 років та старше. Середній вік мешканця склав 36 років. На кожні 100 жінок в Огасті припадало 90,8 чоловіків, у віці від 18 років та старше — 81,5 чоловіків також старше 18 років.
Середній дохід на одне домашнє господарство в місті склав 21 500 доларів США, а середній дохід на одну сім'ю — 24 506 доларів. При цьому чоловіки мали середній дохід в 24 781 долар США на рік проти 18 176 доларів середньорічного доходу у жінок. Дохід на душу населення в місті склав 12 865 доларів на рік. 23,6 % від усього числа сімей в окрузі і 28,9 % від усієї чисельності населення перебувало на момент перепису населення за межею бідності, при цьому 41,9 % з них були молодші 18 років і 24,9 % — в віці 65 років та старше.